# Assaut aérien
Pour les articles homonymes, voir Assaut.

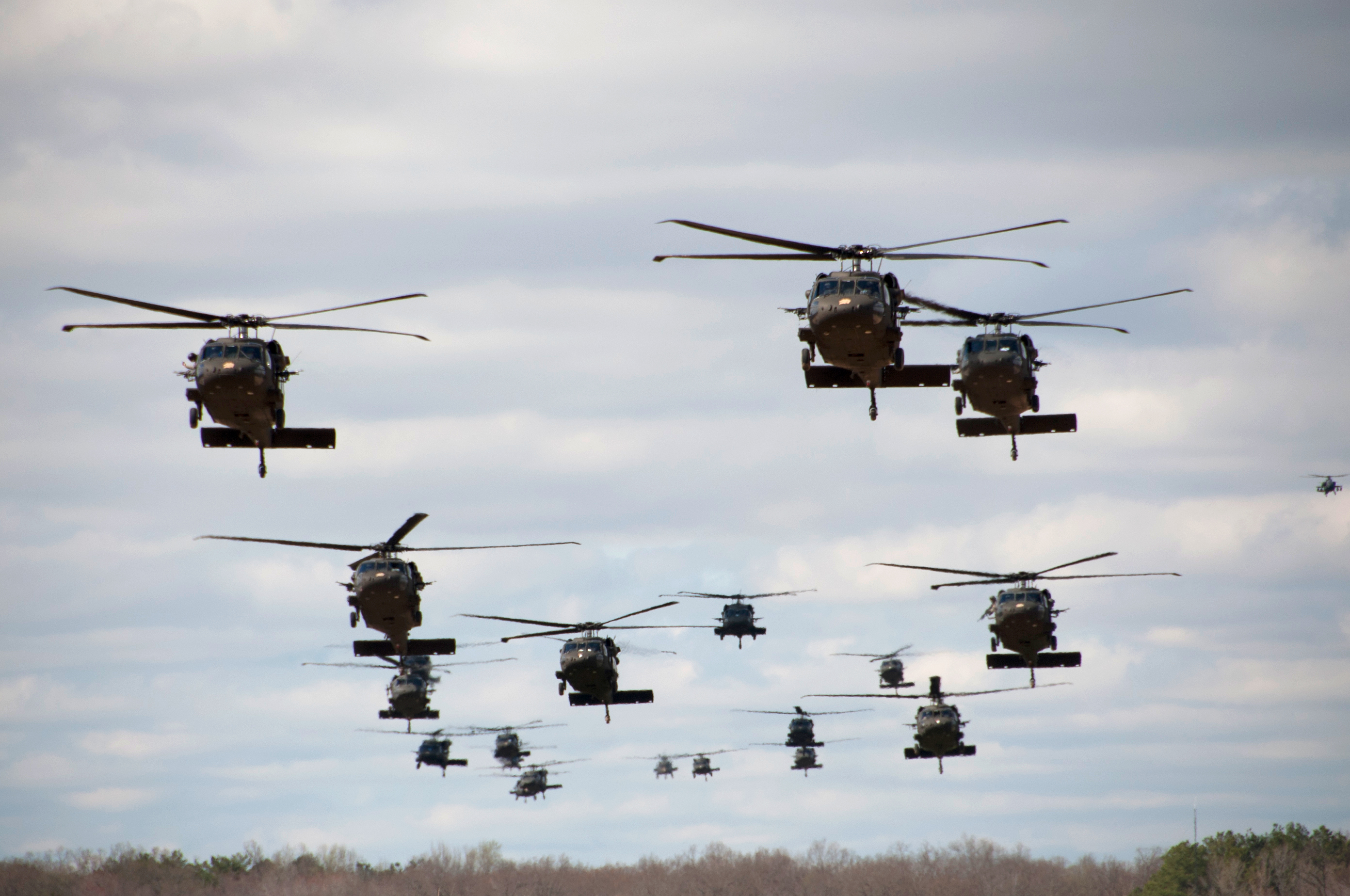
Des hélicoptères Sikorsky UH-60 Black Hawk transportant des troupes pour un exercice d'assaut aérien.

Un assaut aérien est une opération aérienne désignant le mouvement de forces militaires au sol par des aéronefs à décollage et atterrissage verticaux (typiquement l'hélicoptère) pour prendre et conserver une zone qui n'a pas été entièrement sécurisée et pour engager directement les forces ennemies derrière les lignes ennemies.
En plus de la formation régulière de l'infanterie, les unités d'assaut aérien reçoivent généralement une formation en rappel et en transport aérien, et leur équipement est parfois conçu ou modifié pour permettre un meilleur transport à l'intérieur des aéronefs.
En raison des restrictions de charge de transport dans des hélicoptères, les forces d'assaut aérien sont généralement de l'infanterie légère, bien que certains véhicules de combat blindés, comme le BMD-1 russe, soient conçus pour être transportable par des hélicoptères de transport lourd, ce qui permet aux forces d'assaut de combiner la mobilité aérienne avec un certain degré de la mécanisation du sol. Invariablement, les troupes d'assaut dépendent fortement de l'appui aérien fourni par les hélicoptères armés ou les aéronefs à voilure fixe qui les escortent.
L'assaut aérien ne doit pas être confondu avec une attaque aérienne, une frappe aérienne ou un raid aérien, qui font tous référence à une attaque utilisant uniquement des avions (par exemple bombardement, mitraillage, etc.). De plus, un assaut aérien ne doit pas être confondu avec un assaut de troupes aéroportées, qui se produit lorsque des parachutistes et leurs armes et fournitures sont largués en parachute d'un avion de transport, souvent dans le cadre d'une opération offensive stratégique.

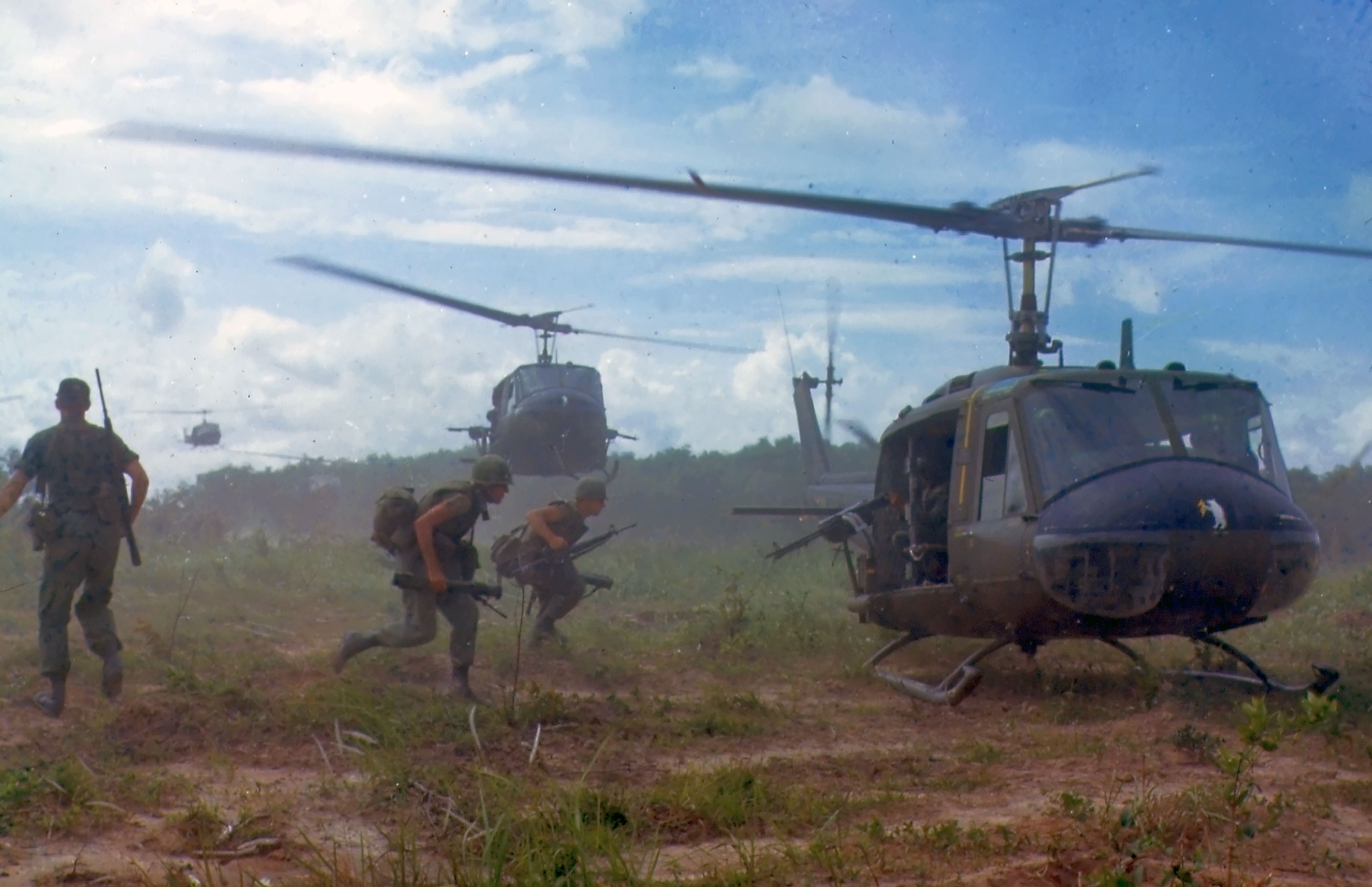
Extraction de troupes lors de la guerre du Viêt Nam.
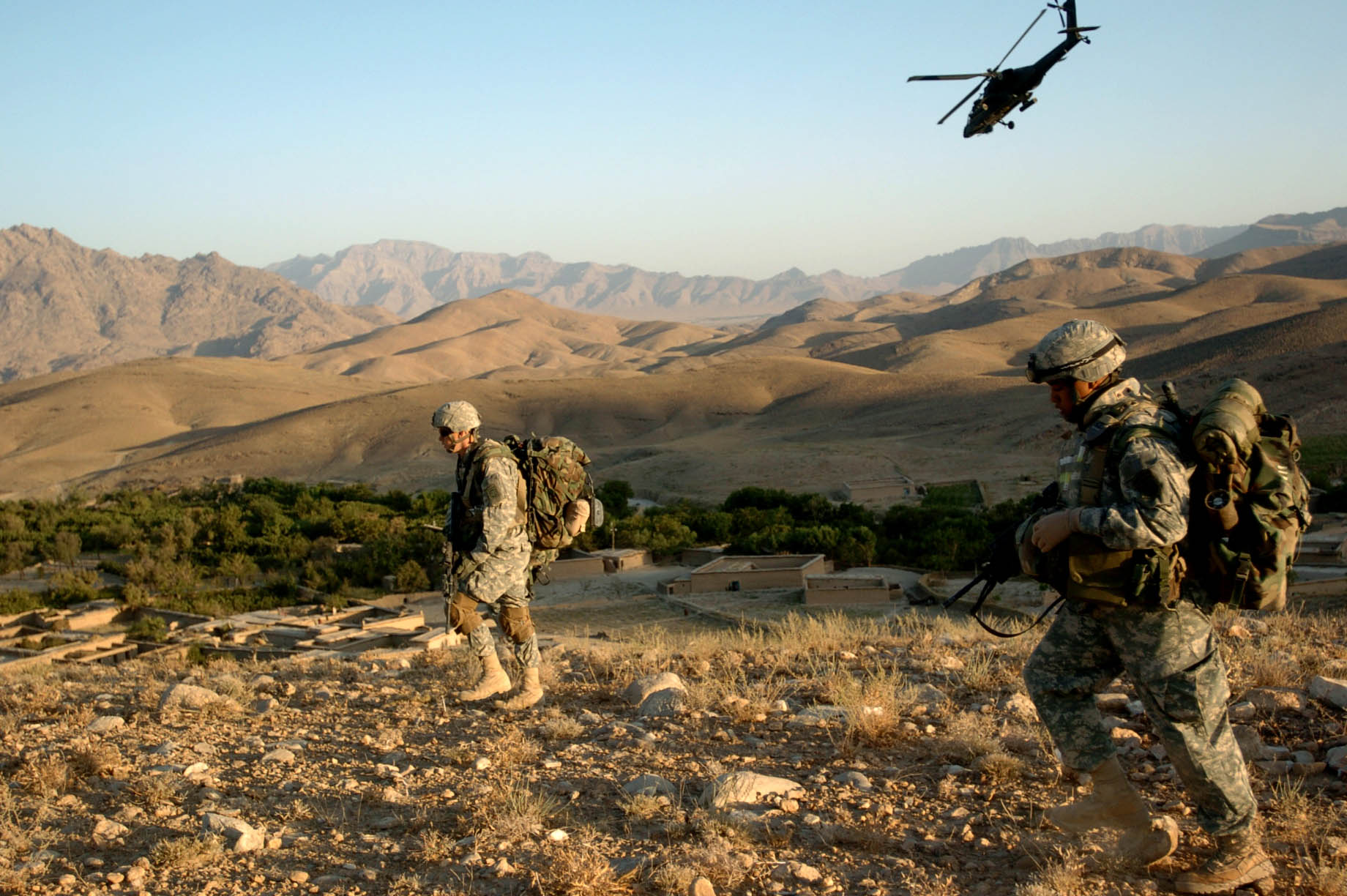
Assaut aérien en Afghanistan.